# حمله مغول به برمه
حمله مغول به برمه مجموعه لشکرکشی‌هایی بود که در سالهای ۱۲۷۷، ۱۲۸۳ و ۱۲۸۷ توسط مغولان در خاک برمه انجام گرفت و سبب سقوط پادشاهی پاگان و الحاق آن به امپراتوری مغول گردید.

## تسخیر برمه
قوبلای خان مؤسس سلسله یوآن چین در سال ۱۲۷۷ و ۱۲۸۳ میلادی بر ضد پادشاهی پاگان در برمه وارد جنگ شد و آن را فتح کرد. اگرچه، ۴ سال بعد سربازان مغول پیشروی خود در برمه را از سر گرفتند تا بر مناطق بیشتری در همسایگی برمه (ویتنام و اندونزی) دست یابند.